# 副鹏鸟属
副鹏鸟属（学名：Parapengornis）是反鸟亚纲已灭绝的一属，生存于早白垩世的中国。正模标本编号IVPP V18687，发现于辽宁省西部凌源市附近的九佛堂组，为一副保存在石板上的骨骼，关节连接、近乎完整且周围存在正羽印痕，仅缺少部分胸骨、左手及右脚。其于2015年被建立为新属新种宽尾副鹏鸟（Parapengornis eurycaudatus），由中国古生物学家胡晗、邹晶梅及周忠和命名。属名由拉丁语para和鹏鸟属的学名组成，指两者的演化关系非常近；至于鹏鸟的属名Pengornis，则是由中国民间传说中的神鸟大鹏及希腊语中意为“鸟”的ornis组成。种小名取自拉丁语eury（宽的）及caudatus（尾巴），指该属宽阔且扩展的尾综骨（鸟类尾部最后几块愈合的椎骨）。先前归入鹏鸟的一个近完整标本亦被重新归入副鹏鸟。

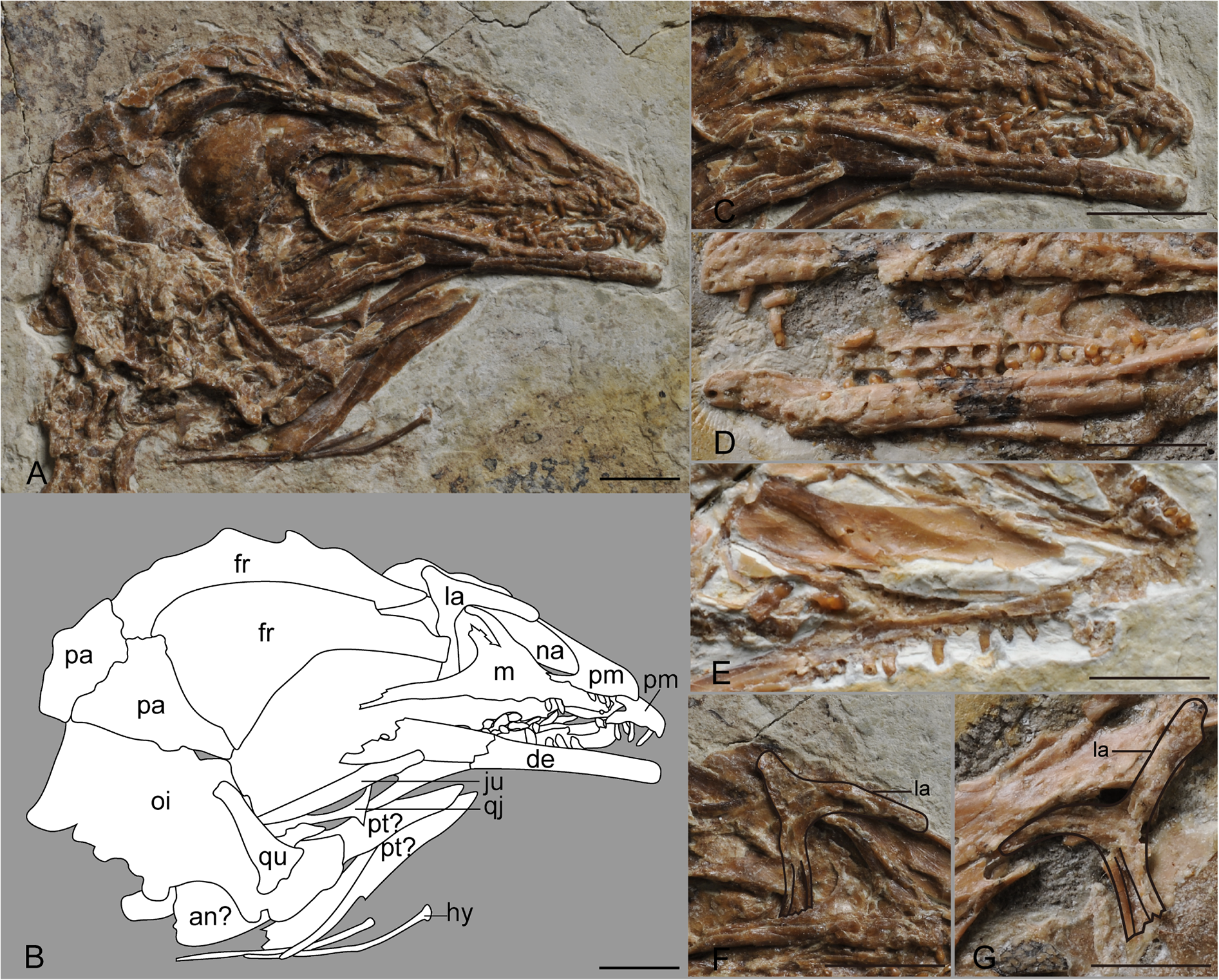
副鹏鸟颅骨和牙齿与其它鹏鸟科物种的比较

副鹏鸟是种大型鹏鸟科，与近亲的区别在于一个由许多特征构成的组合，如牙齿多而细小且末端尖锐弯曲、靠前的颈椎较短而靠后者更长、尾综骨宽阔、叉骨呈Y形。胡远超等人还发现副鹏鸟与树栖鸟类（如啄木鸟）存在相似之处，并提出该属可能善于垂直攀爬或挂在树枝上（这在以前从未对早期鸟类提出过，表明反鸟类占据的生态位更加多样化）。描述者还认为羽轴占主导的正羽及尾综骨形状可能对其功能有着重要意义。 
2017年，王维与邹晶梅发现副鹏鸟的尾综骨与其它鹏鸟科相似，故不可能用作支撑，因此反驳了副鹏鸟类似啄木鸟的假设，并发现其尾羽反而与寿带鸟这类树栖鸟类相似。2017年，泽伦科夫批评了副鹏鸟善于爬树的观点。